# Ouled Naïl

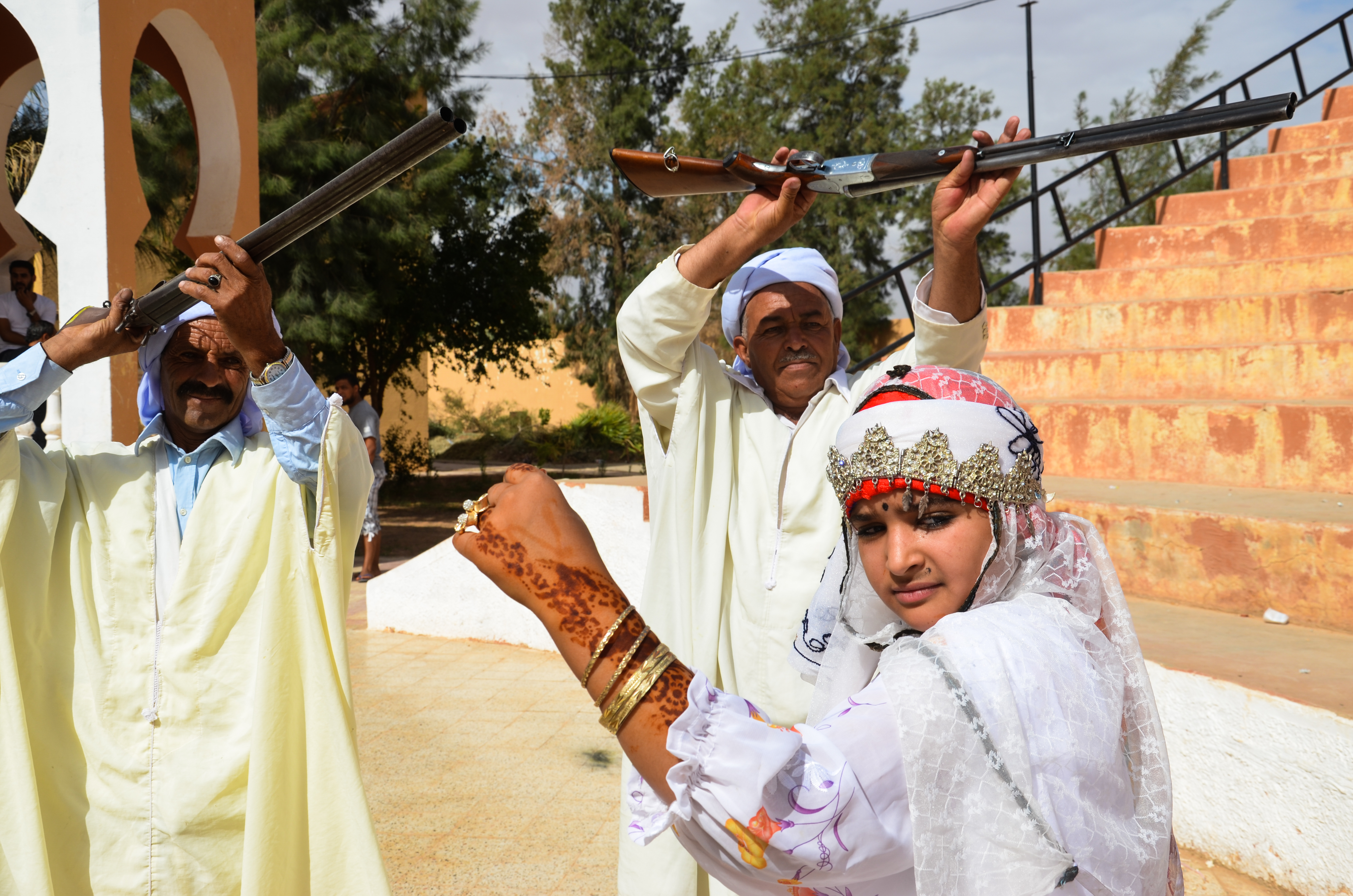
Danse des Ouled Naïl.

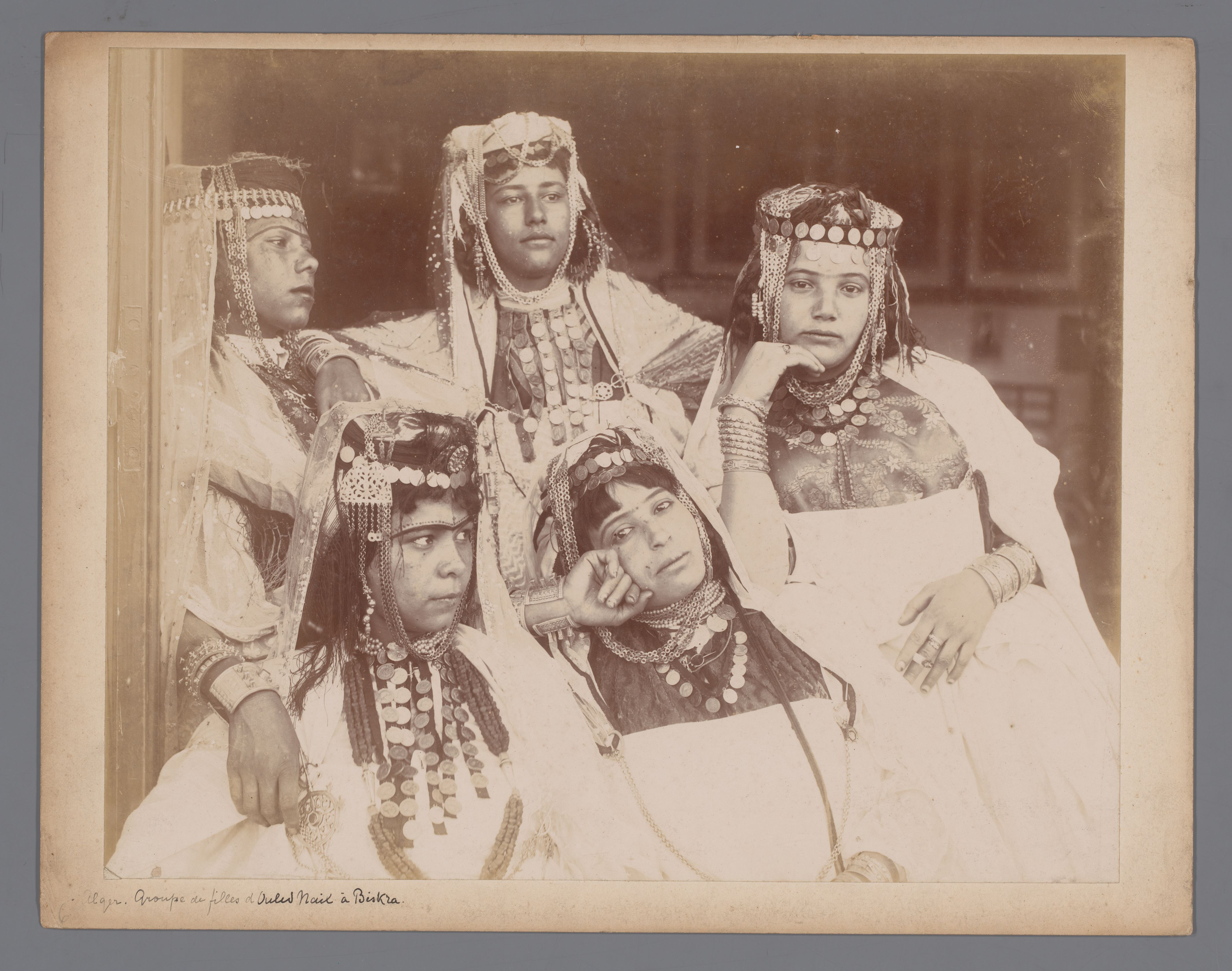
Femme Arabe Ouled Naïl en tenue traditionnelle

Les Ouled Naïl ou Nailli (en arabe : أولاد نايل) sont une confédération tribale arabe originaire d'Algérie, Ils se trouvent principalement à Bou Saâda, M'Sila, Djelfa, Biskra, laghouat et El oued mais il y a aussi un nombre significatif d'entre eux à Ghardaïa.

## Origine
Au XVIIe siècle dans les monts des Ouled Naïl, un groupe de tribus liées par la croyance d'une ascendance commune, celle d'un saint descendant du prophète mahomet appelé Sidi Naïl (chérif Muhammad ibn ‘Abd Allah Al-Khurshufi), se mêle et fusionne avec les autres tribu des alentours.
Ils forment ainsi la confédération des Ouled Naïl, qui n'est pas très homogène mais dont le territoire englobe le massif homonyme et déborde sur les steppes et le piémont saharien. Les Nailli sont souvent pris a tort pour des chaoui ou confondu avec ceux-ci.
Sidi Naïl (نائل) est le nom d’un marabout Arabe originaire de Figuig. Sa mention dans l'ouvrage d'Ibn Khaldun précède de deux siècles la naissance présumée de « sidi Naïl ». Le noyau de la tribu (Banu Naïl بنو نائل) habitait déjà l’Algérie centrale à l’époque d’Ibn Khaldoun, ils faisaient partie de la confédération hilalienne des Zoghba immigré du Nejd en Arabie[réf. nécessaire]. Selon Barkahmoum Ferhat, il s'agit d'une société tribale berbère fortement arabisée
La tribu a par la suite gagné de l’importance et absorbé ses tribus voisines, issues pour la plupart, comme elle d'autres tribus arabes. En même temps qu’elle se multipliait et gagnait en puissance, la tribu aurait accueilli un chérif (descendant du prophète) venant de l’Ouest, et par la suite oublié leur origine hilalienne pour se donner pour père ce saint et refondé toute leur généalogie à travers lui, aujourd'hui la majorité des Ouled Naïl revendiquent une descendance directe du prophète Mahomet[réf. nécessaire].
Cependant Élisée Reclus rapporte que d'après lui les Ouled Naïl sont des Arabes venus au milieu du XIe siècle en provenance d'Arabie, et qu'ils seraient les descendants des hilaliens, installés dans les régions de Msila, El Oued, Ghardaïa, Biskra, Djelfa, Bou Saâda jusqu'au centre de l'Algérie, au sud d'Alger.

## Territoire et ancien mode de vie
Bled Sidi Naïl est le nom que la tribu donne à son territoire de parcours, délimité par les monts des Ouled Naïl et ayant pour capitale Djelfa. Elle est la tribu de la « Grande tente rouge » en opposition à la tribu de la « Grande tente noire » des Souamaa du Hodna et des Larbaa de Laghouat.

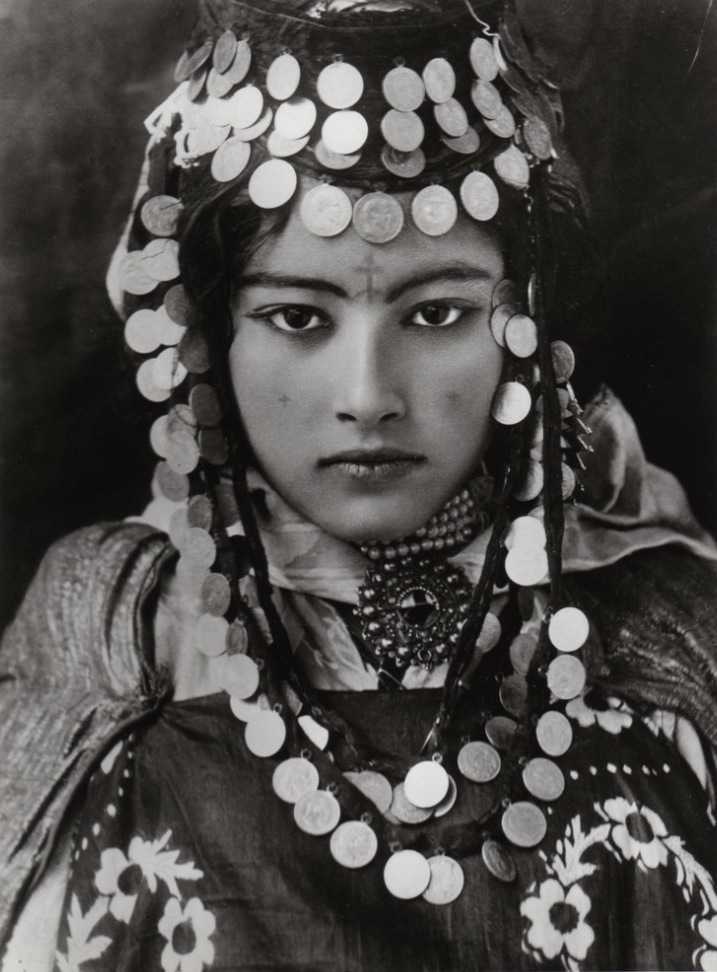
Fille de la tribu Ouled Nail. Photo devenu emblématique prise par Lehnert et Landrock en 1905.

Vers la fin des années 1950, les deux tiers des Ouled Naïl étaient des pasteurs nomades, en particulier les tribus méridionales qui vivent dans des régions plus sahariennes que montagnardes. Les territoires de parcours des Ouled Naïl du Sud sont largement étendus sur le désert, avec des pâturages d'hiver situés dans la dépression de l'oued Djedi et dans le plateau des dayas qui s'étend au Sud.
Ces pasteurs passent environ sept mois dans le Sahara, à partir de la récolte des dattes dans les oasis en octobre jusqu'à la fin des moissons de céréales en avril. Ils passent ensuite environ cinq mois dans les montagnes. Quant aux tribus de la moitié Nord des monts des Ouled Naïl, elles sont moins nomades et tendent même à s'installer de plus en plus près de leurs champs de blé et d'orge.

## Histoire
Traditionnellement, ils se distinguaient des autres tribus arabes par la couleur rouge de leurs tentes.

### Régence d'Alger
Les Ouled Naïls relèvent du beylik du Titteri. Au sud du beylik, le caïdat des Ouled Mokhtar (makhzen) constitue une zone tampon entre les zones soumises à l'autorité (le Tell) et les tribus indépendantes du Sud (Ouled Naïl ou Arba par exemple).
Sous le règne du dey Mohamed Ben Othmane (1766-1791), pendant que la flotte enregistre des succès en mer, la milice subit plusieurs revers à l'intérieur du pays. Une grande révolte embrase le Constantinois, la Kabylie et s’étend aux Ouled Naïls. En 1771, Salah Bey est nommé bey de Constantine et fait front avec bey du Titteri, Softa Bey, pour contenir l’insurrection. Softa Bey meurt en 1772 au cours d'un accrochage avec les Ouled Naïls, et la paix ne revient qu'après une réduction importante de l'impôt des populations insurgées. En 1820, les Ouled Naïl se soulèvent contre le bey du Titteri, Bou Mezrag. Ce dernier ne parvient pas à rétablir son autorité sur eux.

### Colonisation française
En 1836, un lien fort ce concrétise entre l'émir Abd al-Kader et un religieux soufi de la tribu vivant à Djelfa, ce dernier nommé Si Chérif ben al-Ahrach, ces derniers vont fortement  correspondre jusqu'à la formation de 6 groupes armées de Nailis prêt à partir au combat avec l'émir. C'est l'année suivante qu'ils vont prêter allégeance à Abd al-Kader à un endroit nommé "al-Karmuniyya", et vont l'accompagné dans plusieurs combats ou lors des représentations de notables, Si Chérif prennant une grande place au près de l'émir.  Le chef des Nailis, resté fidèle à Abd al-Kader ne ce rendra uniquement quand il l'a décidé en 1848 et sera emprisonnée à Boghar, il sera libéré qu'en 1850 et retournera à Djelfa mené une résistance plus calme, avant d'être tué par erreur en 1864.

## Costume traditionnel féminin
Le costume des Ouled Naïl est reconnu comme étant l'un des plus caractéristiques de la région de l'Atlas saharien et des Hauts Plateaux, et il est devenu emblématique des villes de Biskra et de Bou Saâda dès le XIXe siècle. Il est très semblable aux costumes aurésiens et est caractérisé par l'utilisation de fibules pour maintenir en place le péplum, ainsi que par l'importance accordée à la parure, notamment aux bijoux de tête.
La melehfa des femmes Ouled Naïl se drape autour du corps de la même manière que l’elhaf de l’Aurès, elle est fixée à l'aide d'une paire de fibules en argent, appelées bzima, ketfiya ou khelala selon les localités. Une chaîne de porte-talismans, appelée hrouz ou ktoub, relie les deux fibules. La mante, faite de fin lainage ou de cotonnade, est portée sur les épaules et se superpose au péplum.
Les femmes portent fibule arrondie appelée mdeouar sur le bord supérieur du péplum en guise de bijou ornemental. Cependant, en raison de la difficulté à faire passer le voile autour de la coiffure volumineuse des femmes Ouled Naïl, deux petites fibules liées par une double chaîne sont souvent utilisées à la place de la broche ronde. Cette solution permet d'exposer les tresses énormes et rembourrées de brins de laine qui sont spécifiques aux coiffures de la région.
Les bijoux de tête, tels que les pendants de tempes de type chenag, la jugulaire ou qtina avec ses chaînes mentonnières à anneaux aplatis, les colliers de différentes longueurs, en particulier l'imposant plastron de rangs de sequins appelé chentouf, ainsi que les khros, larges anneaux d'oreilles ornés de demi-sphères filigranées ou ajourées, sont également exposés. Les femmes Ouled Naïl portent souvent un diadème appelé assaba ou jbin, constitué d'une ou de deux rangées de plaques articulées et ornées de plumes d'autruche. Les mcharef à dents de scie sont parfois remplacés par ces diadèmes, en plus des trois mdeouar.
Si une femme Ouled Naïl ne laisse pas flotter le pan de son péplum librement, elle le serre autour de la taille avec une haute ceinture en tissu. Lors des fêtes, elle préfère cependant une large ceinture métallique décorée de volutes gravées et de chaînes terminées par des pendeloques. Cette ceinture massive s'harmonise avec les dimensions des dhouh et des souar, bracelets rehaussés de tiges saillantes qui ornent chaque avant-bras.
Au début du XXe siècle, le péplum a été remplacé par une gandoura accompagnée d'une ceinture plus fine, comme c'est le cas dans d'autres régions rurales d'Algérie. Deux types de hzam de style citadin étaient populaires à cette époque : le premier, en cuir revêtu de velours brodé au fil d'or ; et le second, avec des plaques ajourées rectangulaires, fermées par une boucle métallique. Le turban des Ouled Naïl a également connu un déclin au profit du diadème. Néanmoins, les costumes de l'Atlas saharien mettent toujours l'accent sur la coiffure et les bijoux de tête plutôt que sur les vêtements.

Costume féminin ancien des Ouled Naïl
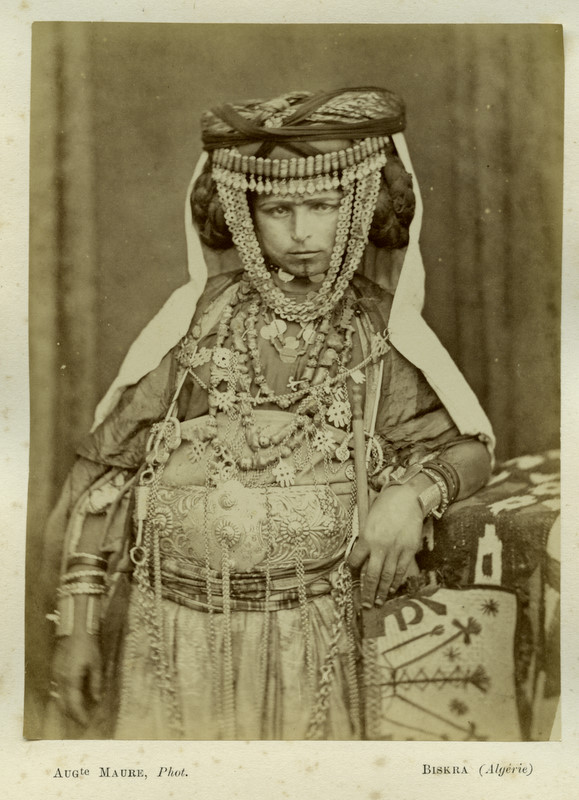
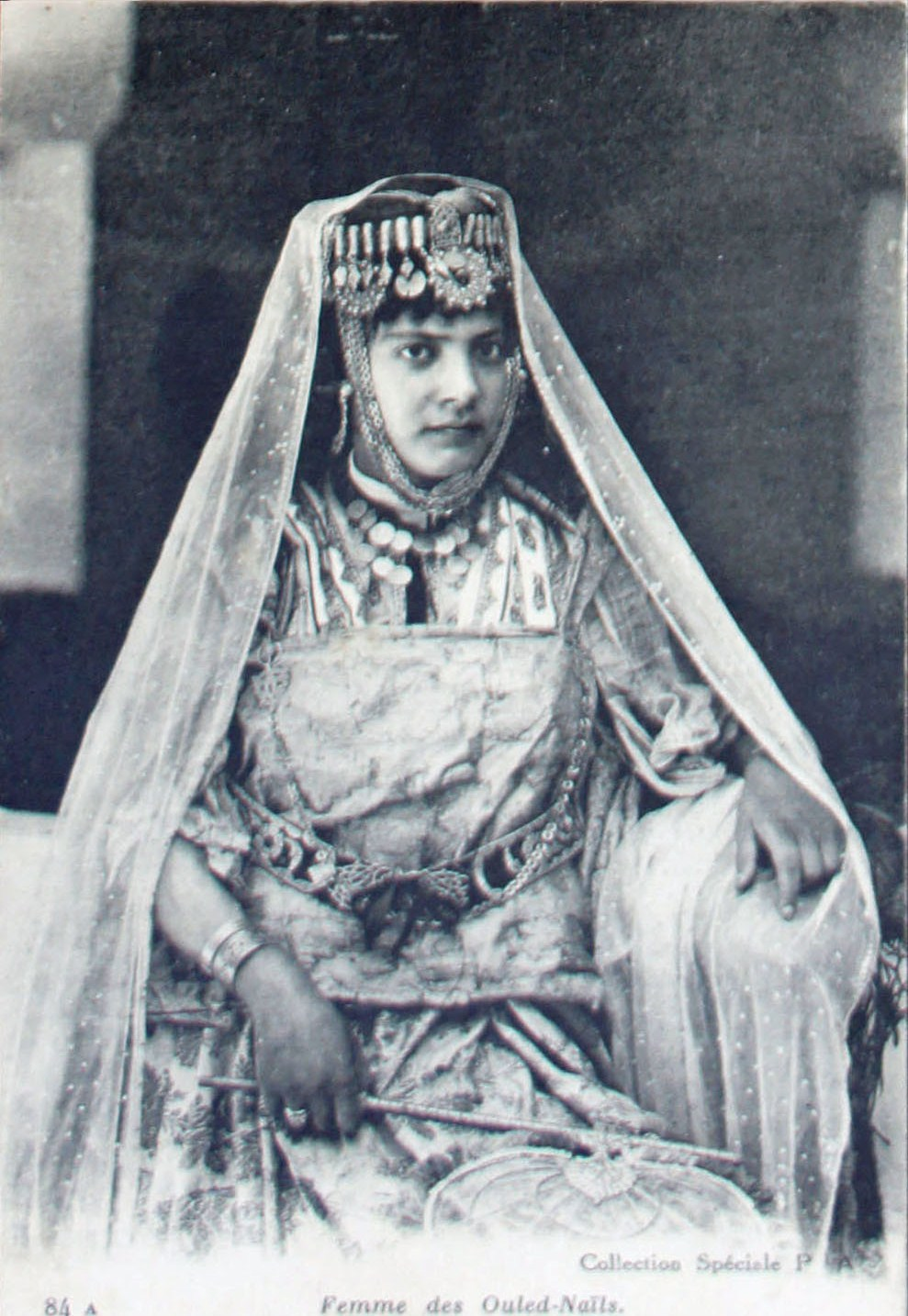
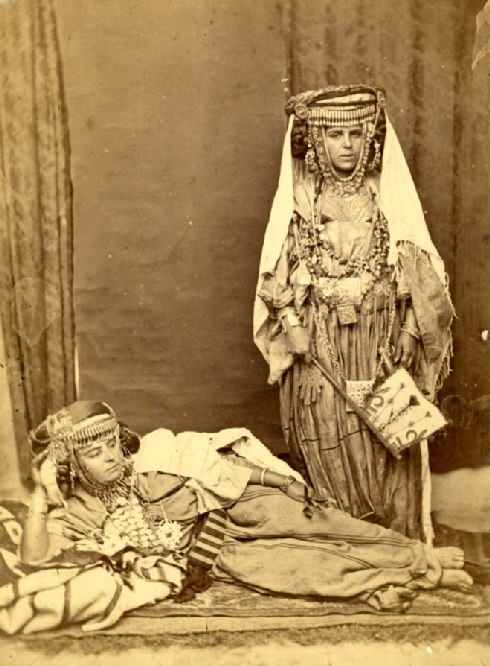
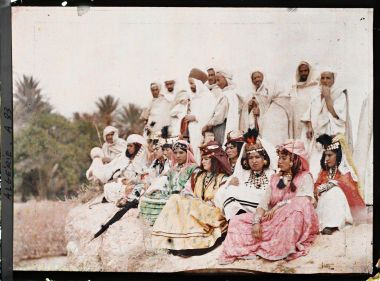